# Hans Rosling
Hans Rosling, né le 27 juillet 1948 à Uppsala (Suède) et mort le 7 février 2017 dans la même ville, est un médecin, théoricien, statisticien et conférencier suédois connu pour son travail sur la visualisation de données.
Il enseignait la « Santé internationale » à l'Institut Karolinska. Il a été également le cofondateur et le président de la Fondation Gapminder, qui a développé le logiciel Trendalyzer.

## Études et carrière
De 1967 à 1974, alors que sa compagne devient infirmière, Rosling étudie la médecine et les statistiques à l'université d'Uppsala. Il voyage en Inde et en Asie du Sud-Est. À partir de 1972, il se spécialise dans le domaine de la santé publique. Il obtient son doctorat en 1976 et exerce entre 1979 à fin 1981 les fonctions de médecin dans le district de Nacala dans du Nord du Mozambique. Il voulait y accomplir une promesse faite quelques années plus tôt à Eduardo Mondlane (fondateur du Front Mozambicain de Libération) qui, face à la grande pauvreté de sa nation et à un faible niveau d'éducation, avait demandé à Rosling de l'aider, peu avant d'être assassiné. « Le gouvernement mozambicain a assigné Rosling une partie nord du pays, où il sera le seul médecin pour soigner 300.000 personnes ». Là, en ⁣⁣1981⁣⁣, il découvre une résurgence du konzo, une maladie qui paralysait les deux jambes de nombreux patients,, et les enquêtes qu'il entreprend sur le terrain lui valent de recevoir le diplôme de PhD de l'Université d'Uppsala en 1986. (NB : Cette appellation doit être comprise comme « Docteur en Sciences » et correspond au plus haut degré universitaire).
Il passe vingt ans de sa vie à étudier les résurgences de cette maladie dans l'Afrique rurale (en Tanzanie, au Congo) et à former et accompagner des doctorants. Il montre que les pics épidémiques se produisent dans des régions de famine endémique et résultent à la fois de la malnutrition et de la mauvaise utilisation du manioc amer, l'une des seules plantes alimentaires cultivables lors des sécheresses, mais qui contient un glucoside cyanogène (précurseur du cyanure toxique et écotoxique).
Les champs de recherche de Rosling concernaient également les liens du développement économique et de l'éducation avec l'agriculture, la pauvreté et la santé des populations en Afrique, en Asie et en Amérique latine.
Il a donné de nombreuses conférences (à l'Université d'Uppsala) sur les soins de santé dans les pays à faible revenu ; il a été conseiller pour la santé auprès de l'Organisation mondiale de la santé (OMS) et de l'Unicef et fut en 1993 l'un des initiateurs de l'ONG Médecins sans frontières en Suède. De 2001 à 2007, il est chef du département de Santé Internationale (IHCAR) à l'Institut Karolinska. En tant que président du Comité de Formation et de Recherche International Karolinska (1998–2004) il initie des programmes de recherche en collaboration avec des universités africaines, asiatiques mais aussi du Proche-Orient et d'Amérique Latine. Il a fondé de nouveaux cursus sur le thème de la santé mondiale et a cosigné un manuel de Santé Globale qui promeut une vue globale basée sur des faits concrets.
Rosling s'est aussi fait connaitre par le documentaire télévisuel The Joy of Stats (La Joie des Stat[istique]s), diffusé au Royaume-Uni par la BBC Four en décembre 2010 et des évènements de vulgarisation scientifique basés sur la visualisation de données.

## Gapminder
Rosling a fondé la Fondation Gapminder avec son fils Ola Rosling et sa belle-fille Anna Rosling Rönnlund. Gapminder a développé un logiciel (Trendalyzer) qui convertit les statistiques internationales en graphiques animés et interactifs. Ses conférences utilisant Trendalyzer pour visualiser le développement mondial ont été couronnées par de nombreuses récompenses. Les animations interactives sont disponibles gratuitement sur le site de la Fondation.
En mars 2007, Google a acquis les droits du Trendalyzer dans l'intention de mettre à la disposition du public les données mondiales. Ces données sont disponibles gratuitement depuis 2008 pour le grand public sous le titre de Public Data Explorer.
Rosling était aussi un avaleur de sabre ; il en a fait la démonstration à la fin de sa seconde conférence TED conference. En 2009 il a été cité parmi les 100 premiers penseurs de la planète par le Foreign Policy Magazine et en 2011 comme l'un des 100 personnes les plus créatives du monde des affaires par le magazine Fast Company. En 2011, il a été élu membre de l'Académie royale des sciences de l'ingénieur de Suède.

## Récompenses
- 2007 – Statisticien de l'année (décerné par la Swedish Association for Statistics)
- 2007 – Prix du Jubilé (décerné par la Swedish Medical Society)
- 2007 – Prix de la connaissance (décerné par la National Encyclopaedia of Sweden)
- 2008 – Conférencier de l'année (par la Swedish Event Academy)
- 2008 – Grand prix du débat (par la revue Dagens Medicine)
- 2009 – Prix Georg and Greta Borgstrom par la Swedish Royal Academy of Agriculture and Forestry
- 2010 – Illis quorum, plus haute distinction décernée par le gouvernement suédois.
- 2010 – Grand prix du Royal Institute of Technology, Stockholm, Sweden
- 2010 – Médaille d'or de l'Académie royale des sciences de l'ingénieur de Suède
- 2010 – Prix mondial de Technologie du Design (avec Ola Rosling & Anna Rosling Rönnlund)
- 2010 – Prix Gannon pour la recherche continue du progrès de l'humanité[13]

## Publications

### En anglais
- (en) A. Thorson, A. Ragnarsson, H. Rosling et A. Ekström, « Male circumcision reduces HIV transmission. The risk of transmission from woman to man is halved », Lakartidningen, vol. 107, no 46,‎ 2010, p. 2881–2883 (lire en ligne)
- (en) S. Hanson, A. Thorson, H. Rosling, C. Örtendahl, C. Hanson, J. Killewo et A. M. Ekström, « Estimating the Capacity for ART Provision in Tanzania with the Use of Data on Staff Productivity and Patient Losses », Plosone, Husereau, Don. éd.,‎ 2009 (lire en ligne)
- (en) J. Von Schreeb, L. Riddez, H. Samnegård et H. Rosling, « Foreign field hospitals in the recent sudden-onset disasters in Iran, Haiti, Indonesia, and Pakistan », Prehospital and disaster medicine : the official journal of the National Association of EMS Physicians and the World Association for Emergency and Disaster Medicine in association with the Acute Care Foundation, vol. 23, no 2,‎ 2008, p. 144–151; discussion 151–3 (lire en ligne)
- (en) C. O. Schell, M. Reilly, H. Rosling, S. Peterson et A. M. Ekström, « Socioeconomic determinants of infant mortality: A worldwide study of 152 low-, middle-, and high-income countries », Scandinavian Journal of Public Health, vol. 35, no 3,‎ 2007, p. 288–297 (lire en ligne)
- (en) J. Von Schreeb, H. Rosling et R. Garfield, « Mortality in Iraq », The Lancet, vol. 369, no 9556,‎ 2007, p. 101 (lire en ligne)
- (en) H. Elrayah, M. Eltom, A. Bedri, A. Belal, H. Rosling et C. Ostenson, « Economic burden on families of childhood type 1 diabetes in urban Sudan », Diabetes Research and Clinical Practice, vol. 70, no 2,‎ 2005, p. 159–165 (lire en ligne)
- (en) H. T. T. Thanh, G. X. Jiang, T. N. Van, D. P. T. Minh, H. Rosling et D. Wasserman, « Attempted suicide in Hanoi, Vietnam », Social Psychiatry and Psychiatric Epidemiology, vol. 40, no 1,‎ 2005, p. 64–71 (lire en ligne)
- (en) H. Rosling, « New map of world health is needed. North and South is changed to healthy and ill and West to rich and poor », Lakartidningen, vol. 101, no 3,‎ 2004, p. 198–201 (lire en ligne)
- H. Rosling, O. Rosling, A. Rönnlund, Factfulness: Ten Reasons We're Wrong About the World - and Why Things Are Better Than You Think,  (ISBN 9781250123817).

### Traductions en français
- Factfulness [« Factfulness: Ten Reasons We're Wrong About The World - And Why Things Are Better Than You Think »], Éditions Flammarion, 2019, 395 p. (ISBN 978-2081427112).